# Hirondelle striolée
Cecropis daurica
Espèce
Synonymes
- Hirundo striolata (Protonyme)

Statut de conservation UICN

LC : Préoccupation mineure
L'Hirondelle striolée (Cecropis daurica) est une espèce de passereaux de la famille des Hirundinidae.

## Répartition et sous-espèces

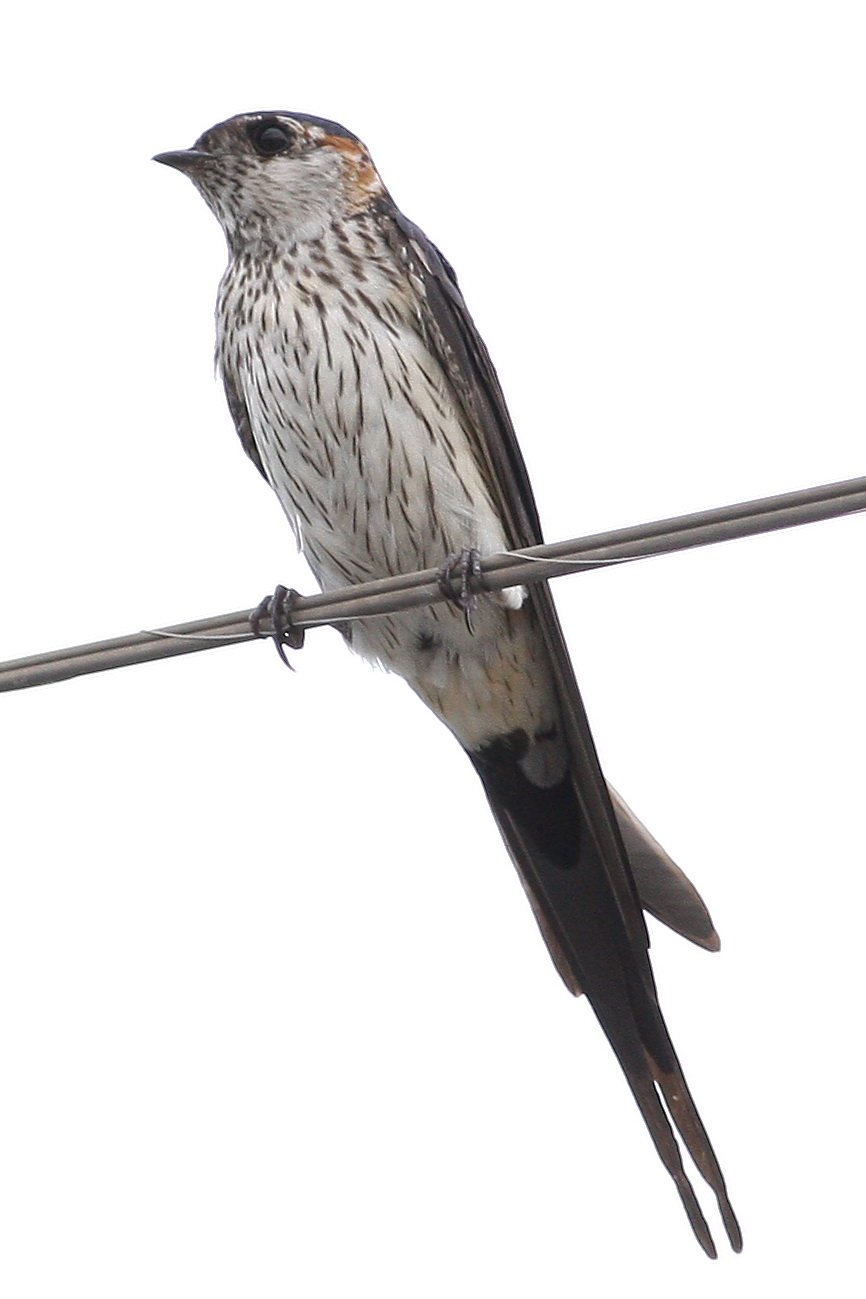
La sous-espèce C. d. japonica.

- C. d. daurica (Laxmann, 1769) — du nord-est du Kazakhstan à la Mongolie et le centre-sud de la Chine ;
- C. d. japonica (Temminck & Schlegel, 1845) — Manchourie at Asie de l'Est ;
- C. d. nipalensis (Hodgson, 1837) — Himalaya ;
- C. d. erythropygia (Sykes, 1832) — centre de l'Inde ;
- C. d. mayri (Hall, 1953) — Bangladesh, Inde du Nord-Est, Yunnan et nord de la Birmanie ;
- C. d. stanfordi (Mayr, 1941) — nord/est de l'Indochine ;
- C. d. vernayi (Kinnear, 1924) — sud de la Birmanie et ouest de la Thaïlande ;
- C. d. striolata (Schlegel, 1844) — Taïwan et Insulinde ;